# Kirsten Hansen-Møller
Kirsten Hansen-Møller (født 9. juli 1942 i Holstebro, død 21. juni 2023) var en dansk skuespillerinde.
Hun blev uddannet fra Det kongelige Teater i 1965 og blev herefter ansat på teatret frem til 1980. Herefter besluttede hun sig til at blive freelance. Hun har også optrådt i diverse revyer og har været studievært i radioen, på bl.a. stationerne Danmarks Erhvervsradio og Radio Mercur.
I tv har man kunnet opleve hende i Huset på Christianshavn (som Rikke, den kvindelige halvdel af det unge par på kvisten) samt som journalist på TV2 Øst, Og som Lily. I tv-serien Matador spillede Hansen-Møller dobbeltrolle som Fedes kone, Marie, og også Baronesse von Rydtgers tjenestepige i Matador i episode: 3.
Privat var hun gift med filmproducenten Bo Christensen indtil dennes død i 2020.

## Udvalgt filmografi
| År   | Titel                                 | Rolle                         | Noter |
| ---- | ------------------------------------- | ----------------------------- | ----- |
| 1967 | Far laver sovsen                      |                               |       |
| 1968 | Mig og min lillebror og storsmuglerne |                               |       |
| 1969 | Olsen-banden på spanden               | forvirret kvindelig bilist    |       |
| 1971 | Ballade på Christianshavn             | Rikke                         |       |
| 1972 | Manden på Svanegården                 |                               |       |
| 1975 | Olsen-banden på sporet                | kone til betjent i badebukser |       |
| 1976 | Affæren i Mølleby                     |                               |       |
| 1977 | Olsen-banden deruda'                  | passager                      |       |
| 1978 | Olsen-banden går i krig               | kantinedame                   |       |
| 1980 | Næste stop - Paradis                  |                               |       |
| 1984 | Midt om natten                        | sygeplejerske                 |       |